# Jack Benny
Jack Benny (født Benjamin Kubelsky 14. februar 1894 i Chicago i Illinois, død 26. december 1974 i Beverly Hills, Californien) var en amerikansk komiker, vaudeviller, radio-, fjernsyns- og filmskuespiller samt en habil violinspiller. Han er anerkendt som en ledende amerikansk underholder fra det 20. århundrede. Benny spillede ofte roller som gnier og som dårlig violinspiller. De karakterer han spillede var altid 39 år gamle, uafhængig af Bennys faktiske alder.